# Болотничка змінена
Болотничка змінена (Palustriella commutata) — вид мохів порядку гіпнобрієвих (Hypnales).

## Поширення
Ареал охоплює такі частини світу: Європа, Північна Америка, Азія.

## Характеристика
Здебільшого це більш-менш правильні одноперисті мохи, які можуть рости звисаючими, повзучими або висхідними. Рослини можуть досягати довжини приблизно до 10 сантиметрів, але в багатьох місцях зелені лише останні кілька сантиметрів, тоді як нижня частина вже повністю вкрита вапном. Стебла густо вкриті парафіліями, які мають вигляд одноклітинних ниток. Поздовжньо складені листки мають широку основу, яка у верхній частині листка більш-менш раптово переходить у довгий кінчик. Листя зазвичай чітко вигнуті з одного боку. Край листа зазвичай зазубрений. Листкова жилка тягнеться до верхівки листка.